# إدوارد غنيم
إدوارد ويليام غنيم الابن (ولد في 10 نوفمبر 1944)، والمعروف أيضًا باسم سكيب غنيم، هو دبلوماسي أمريكي شغل منصب السفير الأمريكي في كل من الكويت وأستراليا والأردن. وهو الآن عضو هيئة تدريس في كلية إليوت للشؤون الدولية بجامعة جورج واشنطن.

## التعليم
درس غنيم في مدرسة ألباني الثانوية في ألباني، جورجيا، ثم في جامعة جورج واشنطن في واشنطن العاصمة، حيث حصل على بكالوريوس في العلاقات الدولية في 1966. أكمل غنيم درجة الماجستير في 1968، وقضى عاماً من دراسته في الجامعة الأمريكية بالقاهرة عبر منحة الروتاري الدولية للخريجين.

## السلك الحكومي
انضم غنيم إلى وزارة الخارجية الأمريكية في 1969 وصنع لنفسه مسيرة دبلوماسية طويلة ومتميزة في السلك الدبلوماسي الأمريكي. تولى مناصب: مدير عام الخدمة الخارجية ومدير شؤون الموظفين في وزارة الخارجية؛ ونائب مندوب الولايات المتحدة الدائم لدى الأمم المتحدة؛ ونائب مساعد وزير الخارجية، ومكتب شؤون الشرق الأدنى؛ ونائب مساعد وزير الدفاع لشؤون الشرق الأدنى وجنوب آسيا؛ ونائب رئيس البعثة في السفارة الأمريكية في عمّان، وفي صنعاء؛ ورئيس مكتب الاتصال الأمريكي في الرياض؛ ونائب الموظف الرئيسي في قسم المصالح الأمريكية في دمشق.
بالإضافة إلى ذلك، كان سفير الولايات المتحدة لدى الكويت في الفترة من 1991 إلى 1994؛ وسفير الولايات المتحدة لدى أستراليا من 2000 إلى 2001؛ وسفير الولايات المتحدة لدى الأردن من 2001 إلى 2004.

## جامعة جورج واشنطن
طوال حياته المهنية، ظل غنيم نشطًا في جامعة جورج واشنطن، حيث عمل عضواً مجلس الأمناء، ونائب رئيس جمعية خريجي جامعة جورج واشنطن. فاز غنيم بجائزة هاري هاردينغ للتدريس لعام 2015 "لتميزه المستمر في التدريس والمساهمات غير العادية في تعليم طلاب كلية إليوت". واستمرارًا للتقاليد العائلية، التحق ابن غنيم إدوارد بجامعة جورج واشنطن حيث حصل على بكالوريوس وماجستير إدارة الأعمال.

## الجوائز
- 1990 – جائزة الخدمة الممتازة الرئاسية للخدمة العامة كمساعد لوزير الدفاع
- 1991 – جائزة الخدمة الممتازة الرئاسية لخدمته كنائب مساعد وزير الخارجية
- 1992 – جائزة الإنجاز المتميز للخريجين، جامعة جورج واشنطن
- وسام وزير الدفاع للخدمة المدنية الممتازة - منحه وزير الدفاع كارلوتشي عن خدمته في مكتب وزير الدفاع
- وسام وزير الدفاع للخدمة المدنية الممتازة - يمنحه وزير الدفاع بيري لدعم القوات الأمريكية أثناء وبعد حرب الخليج الثانية.

## الحياة الشخصية
تزوج غنيم من مارغريت سكوت من ماكون، جورجيا، ولديهم طفلان، شيريل وإدوارد الثالث.

## الانتماءات
- عضو مجلس إدارة معهد دول الخليج العربية في واشنطن[4]